# Marcio Almeida de Oliveira
Marcio Almeida de Oliveira (Río de Janeiro, 16 de mayo de 1996), conocido como Marcinho, es un futbolista brasileño. Juega de defensa y su equipo actual es el Criciúma de la Serie B de Brasil.

## Trayectoria
Marcinho se graduó en la academia juvenil de Botafogo. Aunque originalmente jugaba de centrocampista, cambió a la posición de lateral derecho en la temporada de 2016. En ese mismo año, fue promovido al equipo absoluto. El 2 de febrero, debutó en la victoria por 2-1 contra Portuguesa RJ. En marzo de 2016, su contrato se extendió hasta diciembre de 2018.
Marcinho no pudo jugar gran parte de la temporada de 2017 debido a una lesión. A inicios de 2018, se convirtió en el lateral derecho titular luego del nombramiento de Alberto Valentim como entrenador. Con el club, ganó el Campeonato Carioca 2018 y anotó durante la tanda de penaltis en la final contra CR Vasco da Gama. El 10 de abril, su contrato con Botafogo se extendió hasta finales de 2020.

## Selección nacional
En septiembre de 2019 sería convocado  por Tite, entrenador de la selección absoluta de Brasil, para jugar un amistoso contra Nigeria.

## Estadísticas

### Clubes
Actualizado al último partido jugado el 8 de diciembre de 2019.
| Club | Div.          | Temporada     | Liga  | Liga  | Liga   | Copas nacionales(1) | Copas nacionales(1) | Copas nacionales(1) | Copas internacionales(2) | Copas internacionales(2) | Copas internacionales(2) | Total | Total | Total  | Media goleadora(3) |
| Club | Div.          | Temporada     | Part. | Goles | Asist. | Part.               | Goles               | Asist.              | Part.                    | Goles                    | Asist.                   | Part. | Goles | Asist. | Media goleadora(3) |
| --- | ------------- | ------------- | ----- | ----- | ------ | ------------------- | ------------------- | ------------------- | ------------------------ | ------------------------ | ------------------------ | ----- | ----- | ------ | ------------------ |
| Botafogo Brasil |               |               |       |       |        |                     |                     |                     |                          |                          |                          |       |       |        |                    |
| 1.ª | 2016          | —             | —     | —     | 1      | 0                   | 0                   | —                   | —                        | —                        | 1                        | 0     | 0     | 0.00   |                    |
| 1.ª | 2017          | —             | —     | —     | 9      | 0                   | 0                   | —                   | —                        | —                        | 9                        | 0     | 0     | 0.00   |                    |
| 1.ª | 2018          | 32            | 1     | 4     | 11     | 0                   | 0                   | 5                   | 0                        | 0                        | 48                       | 1     | 4     | 0.02   |                    |
| 1.ª | 2019          | 25            | 1     | 4     | 9      | 0                   | 0                   | 4                   | 0                        | 0                        | 38                       | 1     | 4     | 0.02   |                    |
| Total club | Total club    | 57            | 2     | 8     | 30     | 0                   | 0                   | 9                   | 0                        | 0                        | 96                       | 2     | 8     | 0.02   |                    |
| Total carrera | Total carrera | Total carrera | 57    | 2     | 8      | 30                  | 0                   | 0                   | 9                        | 0                        | 0                        | 96    | 2     | 8      | 0.02               |
| (1)Incluye datos de Campeonato Carioca (2016). (2)Incluye datos de Copa Sudamericana (2018-19). (3) No incluye goles en partidos amistosos. |               |               |       |       |        |                     |                     |                     |                          |                          |                          |       |       |        |                    |

## Palmarés

### Títulos nacionales
| Título             | Club     | País   | Año  |
| ------------------ | -------- | ------ | ---- |
| Campeonato Carioca | Botafogo | Brasil | 2018 |